# (4829) Сергест
(4829) Сергест (лат. Sergestus) — типичный троянский астероид Юпитера, движущийся в точке Лагранжа L5, в 60° позади планеты. Астероид был открыт 10 сентября 1988 года американским астрономом Кэролин Шумейкер в Паломарской обсерватории и назван в честь одного из героев Троянской войны.

Орбита астероида Сергест и его положение в Солнечной системе